# Srebărna, Silistra
Srebărna (în bulgară Сребърна, în română Srebârna) este un sat în comuna Silistra, regiunea Silistra, Dobrogea de Sud, Bulgaria, cunoscută pentru rezervația naturală inclusă în patrimoniul mondial UNESCO.
Între anii 1913-1940 a făcut parte din plasa Silistra a județului Durostor, România.

## Demografie
Componența etnică a satului Srebărna
     Bulgari (97,25%)
     Nicio identificare (1,37%)
     Altele (1,37%)
La recensământul din 2011, populația satului Srebărna era de 655 locuitori. Din punct de vedere etnic, majoritatea locuitorilor (97,25%) erau bulgari. Pentru 1,37% din locuitori nu este cunoscută apartenența etnică.